# Боево
Боево е село в Южна България. То се намира в община Рудозем, област Смолян.

## География
Село Боево се намира в планински район. Боево е разположено в землището на град Рудозем.

## История
Село Боево е старо селище, но има легенда, според която името му идва от факта, че по тези земи са се водели много военни действия, като до днешни дни са се запазили гробове на войници, воювали там.

## Културни и природни забележителности
Могат да се посочат две пещери – Голяма Боевска пещера и Кокара, които са изключително красиви.

## Кухня
Типична родопска кухня – пататник, клин, фасул чорба, ошав.